# Kim Zimmer
Kim Zimmer (Grand Rapids, 2 februari 1955) is een Emmy Award-winnende Amerikaanse actrice. Zimmer is sinds 1983 te zien als Reva Lewis in de Amerikaanse soap The Guiding Light.
Kim Zimmer begon haar carrière in 1978 in de soapserie One Life to Live waarin ze de rol van Bonnie Harmon speelde. In 1979 nam ze de rol van Nola Aldrich in The Doctors over van actrice Kathleen Turner. Ze speelde deze rol drie jaar tot 1982.

## Privé
Kim is in het echte leven getrouwd met acteur en regisseur A.C. Weary. Samen met Weary kreeg ze twee zoons en een dochter. Haar zoon Jake Weary speelde in 2005 een gastrol in de soap As the World Turns als Luke Snyder.

## Filmografie (beknopt)
- One Life to Live - Bonnie Harmon (1978)
- The Doctors - Nora Aldrich (1979-1982)
- The Guiding Light - Reva Lewis (1983-)
- MacGyver - Kate Murphy (1989, 1990)
- Santa Barbara - Jodie Walker (1992-1993)

## Prijzen
Kim Zimmer won in 2006 een prijs voor haar rol als Reva Lewis in The Guiding Light.
- Gemeinsame Normdatei: 1019567953
- International Standard Name Identifier: 0000 0000 4559 8692
- Library of Congress Control Number: no99076692
- Virtual International Authority File: 16863670
- WorldCat: E39PBJpDQPphrJBqxcggJXymVC